# 山姆·史密斯 (歌手)
塞缪尔·弗雷德里克·“山姆”·史密斯（英語：Samuel Frederick "Sam" Smith；1992年5月19日—），英國歌手及詞曲作家。他在2012年10月與解密兄弟合作單曲〈Latch〉而逐漸成名，這張單曲曾在英國單曲排行榜位居第11名。他之後在2013年5月與頑皮男孩合作發行的單曲〈La La La〉更是登上排行榜第一名。
在2013年12月獲2014年全英音樂獎樂評人選擇獎和英國廣播公司的2014年度新聲提名；最後他也贏得了這兩個獎項。他計畫在2014年5月26日由Capitol唱片發行他的首張錄音室專輯《In the Lonely Hour》。主打單曲〈Lay Me Down〉在〈La La La〉前先行發行。第二首單曲〈Money on My Mind〉也於2014年2月16日推出。
2014年12月，史密斯获6个格莱美奖提名，并赢得其中4个：最佳新人，凭借歌曲〈Stay with Me〉获得年度制作，年度歌曲，凭借专辑《In the Lonely Hour》获得最佳流行演唱专辑。而在2016年，他則憑《007：惡魔四伏》的電影主題曲〈危機將至〉獲得第73屆金球獎的和第88屆奧斯卡金像獎的「最佳原創歌曲獎」。2017年在環球音樂旗下廠牌Capitol唱片，發行专辑《痛快感受》睽違三年回歸主打〈擅長告別〉拿下生涯第6支英國金榜冠軍單曲。

## 早年生活
史密斯成長於英國劍橋郡大奇斯丘，他在成名與畢業前於當地的一家店鋪工作。他曾就讀於彼索普斯托福的聖瑪莉天主教學校。史密斯是英國青年音樂劇團（Youth Music Theatre UK）的一員，並在2007年參與《Oh! Carol》演出。他花了數年在爵士歌手、鋼琴家喬安娜·伊登門下學習唱歌與寫歌。
史密斯的母親凱特·卡西迪（Kate Cassidy）是一位年收入超過50萬英鎊的銀行家，她於2009年在高等法院與她的前雇主德利萬邦展開150萬英鎊的訴訟。最終公司以她花太多時間在經營她兒子的音樂事業，而駁回了她的控告。
史密斯是歌手莉莉·艾倫和演員阿爾菲·阿倫的表弟。

## 音樂生涯

### 2012－13年：突破
史密斯在2012年10月與解密兄弟合作單曲〈Latch〉，這張單曲發行於2012年10月8日，並在英國單曲排行榜位居第11名。他在2013年2月發行首張單曲〈Lay Me Down〉，這同時也是他首張專輯的主打單曲。接著在2013年5月與頑皮男孩合作單曲〈La La La〉。這張單曲發行於2013年5月19日，並且爬上英國單曲排行榜首位。他也在是年夏季推出包含4首歌的迷你專輯，第一首歌〈Stay  With Me〉由Two Inch Punch製作，並在2013年7月24日MistaJam的BBC数字广播一台節目上首次播出。第二首歌〈Nirvana〉由Craze & Hoax和Jonathan Creek共同製作。這張迷你專輯也包含〈Latch〉的史密斯不插電獨唱版，還有〈I've Told You Now〉的現場演唱版。史密斯也曾在2013年11月25日發行與解密兄弟、尼羅羅傑斯和吉米·納普斯（Jimmy Napes）合作的〈Together〉，同時這也是《沉澱：混音精選》專輯中唯一的單曲。史密斯獲得了2014年全英音樂獎樂評人選擇獎。

### 2014－15年：《In the Lonely Hour》
史密斯首張專輯中的第二首單曲名為〈Money on My Mind〉，發行於2014年2月16日。史密斯在2014年3月29日首次登上美國電視節目《週六夜現場》，並演唱〈Stay with Me〉和〈Lay Me Down〉。據2013年12月16日的報導指出，史密斯的首張錄音室專輯《In the Lonely Hour》將由Capitol唱片於2014年5月26日發行。他形容這張專輯是「關於單戀」，因為他喜歡的人從來沒有對他表示過好感。史密斯曾在圣潘克勒斯老教堂現場演唱這張專輯中的歌曲〈Lay Me Down〉，而這個現場演唱版本在亞馬遜公司於2013年12月27日的促銷活動中提供免費下載。而這張專輯中的〈Make It To Me〉是由解密兄弟的霍華德和吉米·納普斯共同作曲，並可以在iTunes Store於2014年1月13日的促銷活動中免費下載。史密斯在2014年夏季於美國舉行首次巡迴演出，並且主打新專輯中的歌曲。2014年12月5日CBS的節目和葛萊美獎的官方Twitter中公布，山姆·史密斯入選六項提名。
2015年2月8日，山姆·史密斯在第57屆葛萊美獎中獲得包括「年度製作」〈Stay with Me (Darkchild Version)〉、「年度歌曲」〈Stay with Me (Darkchild Version)〉和「最佳新人」三個一般類獎項與流行類的「最佳流行演唱專輯」《In the Lonely Hour》在內的四項大獎，成為該屆的最大贏家。

### 2016年：《危機將至》
2016年1月10日，山姆·史密斯憑《007：惡魔四伏》所演唱的電影主題曲〈危機將至〉獲得第73屆金球獎的和第88屆奧斯卡金像獎的「最佳原創歌曲獎」。

### 2017－現今：《痛快感受》到疫情影響的《Love Goes》
《痛快感受》創造了生涯另一首暢銷金曲〈Too Good At Goodbyes〉在全球數位串流突破10億次，《痛快感受》被滾石雜誌入選為2017最佳專輯之一。
2019年開始，山姆史密斯迎接全新自我形象，音樂曲風變換成時尚的輕電子舞曲，像是〈Dancing with a Stranger〉""、"〈How Do You Sleep?〉"、與黛咪·洛瓦托合唱〈I’m Ready〉在全球串流排行皆破億收聽，大受好評。不料原訂應在年中發行的全新大碟《To Die For》，卻遇上全球疫情影響延宕，最後終於宣布全新專輯名稱《愛的模樣》及企劃將在10月30號推出。

## 個人生活
史密斯表示他受到艾米·怀恩豪斯影響，他也曾在2014年5月發出一則推特表示他仍然想念她。2014年5月，他在接受采访时公开出柜，表示自己是一名同性恋者，而《In the Lonely Hour》专辑的灵感便是来自自己单恋一个男人但是得不到回报的经历。他同时表示，希望把这变成一种“正常现象”，因为（身为同性恋）这件事本身就“不是什么问题”。2017年9月起與23歲美國男演員布蘭登·弗林（Brandon Flynn）交往，但已於2018年6月分手。
2017年10月，史密斯出柜表示其认同为性别酷儿，即非二元性别，称自己身上“女性和男性的部分一样多”。还坦言自己年轻时曾有一段时间“完全没有一件男装”，上学时也化全套浓妆。2019年9月，史密斯表示自己认同的性别代词为性别中性的“they/them”，称自己“人生中一直抵触自己的性别，如今决定由内而外拥抱真实的自己”。

## 音樂作品
錄音室專輯
- 《寂寞時分（英语：In the Lonely Hour）》（2014年）
- 《痛快感受》（2017年）
- 《愛的模樣》(2020年）
- 《Gloria》(2023年）

迷你專輯
- 《涅槃 (EP)（英语：Nirvana (EP)）》（2013年）
- When It's Alright Juun featuring Sam Smith （2014年）

## 獎項和提名
| 年份   | 組織         | 獎項                    | 歌曲                               | 結果 | 参考   |
| ------ | ------------ | ----------------------- | ---------------------------------- | ---- | ------ |
| 2014年 | 音樂電視網   | Brand New For 2014      | 不適用                             | 提名 | [ 38 ] |
| 2014年 | 全英音樂獎   | 樂評人選擇獎            | 不適用                             | 獲獎 | [ 39 ] |
| 2014年 | 全英音樂獎   | 最佳英國單曲            | 〈La La La〉                       | 提名 | [ 40 ] |
| 2014年 | 英國廣播公司 | 2014年度新聲            | 不適用                             | 獲獎 | [ 5 ]  |
| 2015年 | 人民选择奖   | 最受欢迎男歌手          | 不適用                             | 提名 |        |
| 2015年 | 人民选择奖   | 最受欢迎突破性歌手      | 不適用                             | 提名 |        |
| 2015年 | 人民选择奖   | 最受欢迎歌曲            | "Stay with Me"                     | 提名 |        |
| 2015年 | 人民选择奖   | 最受欢迎专辑            | In the Lonely Hour                 | 提名 |        |
| 2015年 | 格莱美奖     | 年度专辑                | In the Lonely Hour                 | 提名 |        |
| 2015年 | 格莱美奖     | 最佳流行演唱专辑        | In the Lonely Hour                 | 獲獎 |        |
| 2015年 | 格莱美奖     | 年度制作                | "Stay with Me (Darkchild Version)" | 獲獎 |        |
| 2015年 | 格莱美奖     | 年度歌曲                | "Stay with Me (Darkchild Version)" | 獲獎 |        |
| 2015年 | 格莱美奖     | 最佳流行歌手            | "Stay with Me (Darkchild Version)" | 提名 |        |
| 2015年 | 格莱美奖     | 最佳新人                | 不適用                             | 獲獎 |        |
| 2015年 | 全英音樂獎   | 最佳英國新人            | 不適用                             | 獲獎 |        |
| 2015年 | 全英音樂獎   | 全球成就獎              | 不適用                             | 獲獎 |        |
| 2015年 | 告示牌音樂獎 | 最佳男歌手              | 不適用                             | 獲獎 |        |
| 2015年 | 告示牌音樂獎 | 最佳新人                | 不適用                             | 獲獎 |        |
| 2015年 | 告示牌音樂獎 | 最佳電台播放榜歌手      | 不適用                             | 獲獎 |        |
| 2016年 | 金球獎       | 最佳原創歌曲獎          | "Writing's on the Wall"            | 獲獎 |        |
| 2016年 | 奧斯卡金像獎 | 最佳原創歌曲獎          | "Writing's on the Wall"            | 獲獎 |        |
| 2023年 | 葛萊美獎     | 最佳流行組合/團體表演獎 | "Unholy"                           | 獲獎 |        |

## 外部連結
- 官方網站 （页面存档备份，存于）
- Sam Smith Diva Boy
- 山姆·史密斯的X（前Twitter）
- 山姆·史密斯的Facebook專頁
- 山姆·史密斯 （页面存档备份，存于）在MTV Artists上的頁面